# Rogério de Campos
Rogério de Campos (São Paulo) é escritor, tradutor e editor brasileiro.
Foi diretor editoral da Conrad Editora. Em 2012, criou a Editora Veneta .

## Biografia
Foi militante da tendência estudantil Liberdade e Luta , militante sindical trotskista e participou da fundação do Partido dos Trabalhadores em diversas cidades de São Paulo e Paraná. Nesse período, participou na ECA do grupo que criou o fanzine Almeida.
Como jornalista trabalhou e colaborou com inúmeras publicações, como Folha de S.Paulo, Bizz, Set, Trópico, entre outras.
Idealizou e editou diversas revistas, entre elas a revista Animal, que lhe rendeu o Troféu HQ Mix de melhor editor de 1989 e a revista General. Foi fundador da editora Conrad Editora e da Editora Veneta, na qual atualmente é diretor editorial.
Como diretor editorial da Conrad foi o responsável pela área de livros e quadrinhos. Atuou no lançamento no Brasil dos mangás japoneses e manhwas coreanos e no lançamento de autores como Hakim Bey, Stewart Home, Wu Ming, Raoul Vaneigem, Albert Cossery, Joe Sacco, Alison Bechdel, Jacques Tardi, Suehiro Maruo, B. Traven, Gil Scott-Heron, Hervé Bourhis e outros. Vários dos autores que publicou na Conrad seguiram com ele para a Veneta, como Robert Crumb, Marcello Quintanilha e Alan Moore. Também seguiu para o catálogo da Veneta a Baderna, coleção de livros sobre ativismo que inclui obras de autores como Hakim Bey, Luther Blissett, Raoul Vaneigem, Matteo Guarnaccia e outros. O primeiro livro dessa nova fase da Baderna, já na Veneta, foi A Revoada dos Galinhas Verdes, de Fúlvio Abramo. Em 2015, publicou pela Veneta o livro Imageria - O nascimento das histórias em quadrinhos e, em 2018, Super-Homem e o Romantismo de Aço, pela Ugra Press, uma análise do lugar que o Superman ocupa na cultura atual, marcando o aniversário de 80 anos da personagem.
Em 2020, publicou, pela Edições Sesc São Paulo, o e-book HQ: Uma Pequena História dos Quadrinhos Para Uso das Novas Gerações. O livro ganhou versão impressa em 2022, numa edição conjunta do Sesc e editora Veneta.

## Traduções
É também dele as traduções de obras como Ranxerox  e Gênesis de Robert Crumb.
Além dos prêmios que recebeu como editor, Rogério de Campos foi o vencedor do Troféu HQ Mix de melhor articulista de 2008.

## Carreira artística e literária
Rogério de Campos foi também vocalista da banda Crime e teve um disco lançado pela Warner, em 1986.
Em 2009, lançou o romance Revanchismo, pela editora Amok.
Foi co-autor, com Maurício Tagliari, do Dicionário do Vinho (lançado pela editora Nacional), ganhador de um prêmio Jabuti.
Em dezembro de 2012, lançou o Livro dos Santos, pela editora Veneta.